# Andropogon distachyos
Andropogon distachyos är en gräsart som beskrevs av Carl von Linné. Andropogon distachyos ingår i släktet Andropogon och familjen gräs. Inga underarter finns listade i Catalogue of Life.